# David Troughton
David Troughton (Hampstead, Inglaterra 9 de junio de 1950) es un actor inglés.
Es conocido por sus papeles de Shakespeare en el escenario británico y por sus muchos papeles en la televisión británica, incluido el Dr. Bob Buzzard en A Very Peculiar Practice y Ricky Hansen en New Tricks.

## Primeros años y familia
David Troughton nació en Hampstead, Londres. Proviene de una familia de actores como hijo de Patrick Troughton , hermano mayor de Michael Troughton , y padre de los actores Sam Troughton y William Troughton. Asistió a Orange Hill Grammar School en Edgware con su hermano Michael. Otro hijo es el jugador de críquet de Warwickshire Jim Troughton. El propio David es tío del actor Harry Melling.

## Carrera
Sus actuaciones memorables incluyen King Richard en Richard III ( RSC , 1996), Bolingbroke en Richard II ( RSC , 2000) y Duke Vincentio en Measure for Measure ( Théâtre de Complicité , 2004).
En televisión, sus papeles incluyen a Ham Peggotty en David Copperfield ; apariciones especiales en Survivors , The Life and Times of David Lloyd George , Rab C. Nesbitt y Doctor Who , primero como extra en The Enemy of the World (1967–1968), luego como soldado en The War Games (1969), en ambas ocasiones junto a su padre, que interpretó al Segundo Doctor , y en un papel considerablemente más importante como el Rey Peladon en The Curse of Peladon (1972) junto a Jon Pertwee como el Tercer Doctor ; como el sargento Pritchard en la comedia de situación de televisión de la BBC ¡Hola-de-Hola! temporada 2 episodio 12 y como Brinsley en el episodio "Sons and Lovers" en Sorry! .  En la adaptación televisiva dela trilogía de Alan Ayckbourn The Norman Conquests (1977), Troughton apareció como Tom, el veterinario; más tarde fue el médico Bob Buzzard en las dos series de A Very Peculiar Practice (1986 y 1988).  También en 1986, apareció como él mismo en el programa de televisión infantil Rainbow de ITV , apareciendo como el narrador invitado en el episodio "What's Wrong with Bungle". Era el tío Sid en Sidra con Rosie(1998) y también apareció en el papel de Sir Arthur Wellesley (el duque de Wellington) en los dos primeros episodios de Sharpe .  Apareció como un cazador de extraterrestres en la miniserie de comedia/drama Ted and Alice en 2002, y en 2005 también interpretó al sargento. Clive Harvey, compañero del personaje principal del programa de detectives de ITV Jericho .  Apareció en un episodio de Poirot de Agatha Christie en 1993 ("The Yellow Iris"), y en dos episodios separados de Midsomer Murders , en 1998 y 2007, interpretando a dos personajes separados.  Apareció en el primer episodio de la adaptación televisiva deThe Last Detective , en la que actuó sucoprotagonista de A Very Peculiar Practice , Peter Davison (también ex- Doctor Who ).
Troughton apareció en la película para televisión All the King's Men , interpretando al rey Jorge V. 
Apareció en la serie de 2008 de Doctor Who como el profesor Hobbes, en el episodio " Midnight ".  También ha actuado en una producción de audio de Big Finish Doctor Who titulada Cuddlesome , donde interpreta a Tinghus.  También interpretó a Black Guardian en dos audios: The Destroyer of Delights y The Chaos Pool .  Finalmente, regresó como el rey Peladon en el audio de El prisionero de Peladon , y en 2011 en Los crímenes de Thomas Brewster .  Retomará el papel en Peladon de 2022.colección de audio
En 2011, se anunció que David Troughton asumiría el papel de su padre como el Segundo Doctor en dos obras de audio, que también presentaban a Tom Baker como el Cuarto Doctor . También ha actuado regularmente como un villano notable en la serie New Tricks de la BBC .  En el mismo año apareció (sin acreditar) en la nueva versión estadounidense de The Girl with the Dragon Tattoo junto a Daniel Craig .
Hizo una gira junto a Alison Steadman en una producción de Enjoy de Alan Bennett , interpretando el papel de papá.  Actuó junto a Kevin Spacey en una producción de Inherit the Wind de Jerome Lawrence y Robert Edwin Lee en el teatro Old Vic de Londres, que se desarrolló del 18 de septiembre al 20 de diciembre de 2009. 
En 2011, apareció como Stan Astill en la serie de comedia The Café de Sky1 .  En 2012, apareció como invitado en un episodio de Holby City como un personaje llamado Ritchie Mooney.  Aunque no aparecieron en el mismo episodio, su hijo en la vida real, Sam Troughton, apareció cinco semanas después como el hijo de su personaje, Nick Mooney.  En noviembre de 2013, Troughton apareció en el homenaje de comedia único del 50 aniversario The Five (ish) Doctors Reboot . 
En enero de 2014, asumió el papel de Tony Archer, de Colin Skipp , quien durante 46 años había interpretado el papel en la serie de radio de la BBC The Archers .  En noviembre de ese año, la ficción se encontró con la realidad cuando su actor  hijo, William Troughton, asumió el papel de Tom Archer, el hijo de Tony Archer, de Tom Graham. 
David Troughton interpretó el papel de Simon Eyre en The Shoemaker's Holiday para la Royal Shakespeare Company del 11 de diciembre de 2014 al 7 de marzo de 2015;  también interpretó el papel de Gloucester en la versión del Rey Lear de Gregory Doran .  Regresó a la Compañía en 2017 para interpretar el papel principal en Titus Andronicus , antes de interpretar a Falstaff en The Merry Wives of Windsor en 2018. 
Troughton coprotagonizó con Fiona O'Shaughnessy la comedia romántica de terror Nina Forever (2015). 

## Filmografía

### Cine
| Año  | Título                | Papel          |
| ---- | --------------------- | -------------- |
| 1982 | Give Us This Day      | Fred           |
| 1984 | The Chain             | Dudley         |
| 1985 | Bailar con un extraño | Cliff Davis    |
| 1994 | The Terror Game       | Egan           |
| 1994 | Breach of the Peace   | Egan           |
| 1995 | Eye of the Beholder   | Egan           |
| 1999 | Captain Jack          | Emmett         |
| 2004 | Tierra de pasiones    | General inglés |
| 2015 | Nina Forever          | Dan            |
| 2019 | Frank & Mary          | Frank          |
| 2021 | Small World           | Ted            |